# Publications francophones du Corpus vitrearum
Pour un article plus général, voir Corpus vitrearum.
Le Corpus vitrearum s'est notamment donné pour mission, sous le patronage de l'Union académique internationale (UAI) et du Comité international d'histoire de l'art (CIHA), de publier des monographies ou inventaires, des recensements (« checklists »), des études et des actes de colloques relatifs aux vitraux des pays membres.
Chaque comité national choisit la ou les langues dans lesquelles ces publications sont réalisées, généralement la ou les langues nationales. Cet article traite des publications effectuées en français par les comités nationaux de la Belgique et de la France.

## Belgique

### Publications dans la sérieMonographies/inventaires
- I. Jean Helbig, Les vitraux médiévaux conservés en Belgique, 1200-1500, Bruxelles, 1961
- II. Jean Helbig, Les vitraux de la première moitié du XVIe siècle conservés en Belgique. Anvers et Flandres, Bruxelles, 1968 (ISBN 978-2-870-37290-6)
- III. Jean Helbig et Yvette Vanden Bemden, Les vitraux de la première moitié du XVIe siècle conservés en Belgique. Brabant et Limbourg, Gand/Ledeberg, Impr. Erasmus, 1974
- IV. Yvette Vanden Bemden, Les vitraux de la première moitié du XVIe siècle conservés en Belgique. Liège, Luxembourg et Namur, Gand/Ledeberg, Impr. Erasmus, 1981
- V. Yvette Vanden Bemden, Les vitraux de la première moitié du XVIe siècle conservés en Belgique. Province de Hainaut, Fascicule I. La collégiale Sainte-Waudru de Mons, Namur, Presses universitaires de Namur, 2000 (ISBN 9782870372906)
- VI. Isabelle Lecocq, Les vitraux de la seconde moitié du XVIe siècle et de la première moitié du XVIIe siècle conservés en Belgique. Brabant wallon, Hainaut, Liège et Namur, Bruxelles, Institut royal du patrimoine artistique, 2011 (ISBN 978-2-930054-12-4)

### Publications dans la sérieRecensements (Checklist)
- Ces publications par Cornelis J. Berserik et Joost Caen en 5 volumes sont en langue anglaise[2].

### Publication dans la sérieÉtudes
- I. Yvette Vanden Bemden, Chantal Fontaine-Hodiamont et Arnout Balis, Cartons de vitraux du XVIIe siècle. La cathédrale Saint-Michel, Bruxelles, vol. 1, Bruxelles, Union académique internationale, 1994

## France

### Publications dans la sérieMonographies
- I.1. Marcel Aubert, Louis Grodecki, Jean Lafond et Jean Verrier, Les vitraux de Notre-Dame et de la Sainte-Chapelle de Paris, Paris, Caisse nationale des monuments historiques, coll. « Corpus vitrearum - France I-1 », 1959, 360 p.
- II. Élisabeth C. Pastan et Sylvie Balcon, Les vitraux du chœur de la cathédrale de Troyes (XIIIe siècle), Paris, Cths, coll. « Corpus vitrearum - France II », 2006, 539 p. (ISBN 978-2-7355-0599-9)
- III. Karine Boulanger, Les vitraux de la cathédrale d'Angers, Paris, Cths, coll. « Corpus vitrearum - France III », 2010, 547 p. (ISBN 978-2-7355-0722-1)
- IV.2 Jean Lafond, Françoise Perrot (collaboration) et Paul Popesco (collaboration), Les vitraux de l'église Saint-Ouen de Rouen, t. 1, Paris, Caisse nationale des monuments historiques, coll. « Corpus vitrearum - France IV-2 », 1970, 258 p.
- VIII.1 Michel Hérold, Les vitraux de Saint-Nicolas-de-Port, Paris, CNRS éditions, coll. « Corpus virearum - France VIII-1 », 1993, 220 p. (ISBN 2-222-04735-8)
- IX.1 Victor Beyer, Christiane Wild-Block, Fridtjof Zschokke et Claudine Lautier (collaboration), Les vitraux de la cathédrale Notre-Dame de Strasbourg, Paris, Éditions du CNRS, coll. « Corpus vitrearum - France IX-1 », 1986, 599 p. (ISBN 2-222-03173-7)
- IX.2 Victor Beyer, Les vitraux de l'ancienne église des Dominicains de Strasbourg, Strasbourg, Presses universitaires de Strasbourg, coll. « Corpus vitrearum - France IX-2 », 2007, 191 p. (ISBN 978-2-86820-357-1)
- X Michel Hérold, Guy-Michel Leproux, Claudine Loisel, Elisabeth Pillet et Barbara Trichereau, Les Vitraux de la Sainte-Chapelle de Vincennes, Paris, Éditions du patrimoine, coll. « Corpus Vitrearum » (no 10), 2025, 233 p. (ISBN 978-2-7577-1026-5)

#### Volumes en préparation
- Les vitraux des chapelles latérales de la cathédrale de Bourges, par Brigitte Kurmann-Schwarz
- Les verrières basses de la cathédrale de Chartres, par Claudine Lautier
- Les vitraux du XIIIe siècle de la cathédrale de Bourges, par Karine Boulanger

### Publications dans la sérieRecensement des vitraux anciens de la France
- I. Françoise Perrot et Jean Taralon, sous la direction de Louis Grodecki, Les vitraux de Paris, de la région parisienne, de la Picardie et du Nord-Pas-de-Calais, Paris, CNRS Éditions, coll. « Corpus vitrearum. France-Recensement I », 1978
- II. Les vitraux du Centre et des pays de la Loire, Paris, CNRS Éditions, coll. « Corpus vitrearum. France-Recensement II », 1981, 335 p. (ISBN 2-222-02780-2).
- III. Les vitraux de Bourgogne, Franche-Comté et Rhône-Alpes, t. III, Paris, CNRS Éditions, coll. « Corpus vitrearum. France-Recensement III », 1986 (ISBN 2-222-03670-4)
- IV. Les vitraux de Champagne-Ardenne, Paris, CNRS Éditions, coll. « Corpus vitrearum. France-Recensement IV », 1992
- V. Michel Hérold et Françoise Gatouillat, Les vitraux de Lorraine et d’Alsace, Paris, CNRS Éditions et Ministère de la Culture et de la Francophonie, Inventaire général des monuments et des richesses artistiques de la France, coll. « Corpus vitrearum. France-Recensement V », mai 1994, 330 p. (ISBN 2-271-05154-1), compte rendu par Brigitte Kurmann-Schwarz, dans Revue de l'Art, 1995, no 110, p. 80-82 (lire en ligne)
- VI. Martine Callias Bey, Véronique Chaussé, Françoise Gatouillat et Michel Hérold, Les vitraux de Haute-Normandie, Paris, CNRS Éditions. monum éditions du patrimoine, coll. « Corpus vitrearum. France-Recensement VI », 2001, 495 p. (ISBN 2-271-05548-2)
- VII. Françoise Gatouillat et Michel Hérold, Les vitraux de Bretagne, Rennes, Presses université de Rennes, coll. « Corpus vitrearum. France-Recensement-VII », 2005, 367 p. (ISBN 978-2-7535-0151-5)
- VIII. Martine Callias Bey et Véronique David, Les vitraux de Basse-Normandie, Rennes, Condé-sur-Noireau, Presses universitaires de Rennes. Éditions Charles Corlet, coll. « Corpus vitrearum. France-Recensement VIII », 2006, 255 p. (ISBN 2-7535-0337-0)
- IX. Françoise Gatouillat et Michel Hérold, Les vitraux d'Auvergne et du Limousin, Rennes, Presses universitaires de Rennes, coll. « Corpus vitrearum. France-Recensement IX », 2011, 327 p. (ISBN 978-2-7535-1381-5)
- X. Karine Boulanger et Élisabeth Pillet, Les vitraux de Poitou-Charente et d'Aquitaine, Rennes, Presses universitaires de Rennes, coll. « Corpus vitrearum. France-Recensement X », 2021, 334 p. (ISBN 978-2-7535-8246-0)
- XI. Michel Hérold (dir.), Les vitraux du midi de la France, Rennes, Presses de l'université de Rennes, coll. « Corpus vitrearum. France-Recensement XI », 2020, 400 p. (ISBN 978-2-7535-7934-7)

### Publications dans la sérieÉtudes
- I. Louis Grodecki, Les vitraux de Saint-Denis I : Étude sur le vitrail au XIIe siècle, Paris, Centre national de la recherche scientifique/Arts et Métiers graphiques, coll. « Corpus vitrearum-Études I », 1976 pages=252 (ISBN 2-222-01941-9)
- II. Colette Manhes-Deremble et Jean-Paul Deremble (collaboration), Les vitraux narratifs de la cathédrale de Chartres : Étude iconographique, Paris, Éditions Le Léopard d'or, coll. « Corpus vitrearum-Études II », 1993, 380 p. (ISBN 2-86377-116-7)
- III. Louis Grodecki (préf. Anne Prache), Études sur les vitraux de Suger à Saint-Denis (XIIe siècle) II, Paris, Presses de l'université de Paris-Sorbonne, coll. « Corpus vitrearum-Études III », 1995, 154 p. (ISBN 2-84050-037-X)
- IV. Guy-Michel Leproux, La peinture à Paris sous le règne de François Ier, Paris, Presses de l'université de Paris-Sorbonne, coll. « Corpus vitrearum-Études IV », 2001, 223 p. (ISBN 2-84050-210-0)
- V. Joëlle Guidini-Raybaud, « Pictor et veyrerius » : Le vitrail en Provence occidentale, XIIe et XVIIe siècles, Paris, Presses de l'université de Paris-Sorbonne, coll. « Corpus vitrearum-Études V », 2003, 383 p. (ISBN 2-84050-300-X)
- VI. Danielle Minois, Le vitrail à Troyes : les chantiers et les hommes (1480-1560), PUPS-Presses de l'iniversité Paris-Sorbonne, coll. « Corpus vitrearum-Études VI », 2005, 477 p. (ISBN 978-2-84050-401-6)
- VII. Laurence Riviale, Le vitrail en Normandie entre Renaissance et Réforme, Rennes, Presses Universitaires de Rennes, coll. « Corpus vitrearum-Études VII », 2007, 431 p. (ISBN 978-2-7535-0525-4)
- XVIII. Claudine Lautier (direction scientifique) et Dany Sandron (direction scientifique) (préf. Enrico Castelnuovo), Antoine de Pise : L'art du vitrail vers 1400, Cths, coll. « Corpus vitrearum-Études VIII », 2008, 382 p. (ISBN 978-2-7355-0659-0)
- IX. Élisabeth Pillet, Le vitrail à Paris au XIXe siècle : Entretenir, conserver, restaurer, Rennes, Presses Universitaires de Rennes, coll. « Corpus vitrearum-Études IX », 2010, 343 p. (ISBN 978-2-7535-0945-0)
- X. Caroline Blondeau, Le vitrail à Rouen 1450-1530 : « L'escu de voirre », Rennes, Presses Universitaires de Rennes, coll. « Corpus vitrearum-Études X », 2014, 285 p. (ISBN 978-2-7535-3291-5)
- XI. Maxence Hermant, Arts et artistes en Champagne du Nord, entre Moyen Âge et Renaissance, Rennes, Presses Universitaires de Rennes, coll. « Corpus Vitrearum », 2024 (ISBN 978-2-7535-9704-4)

#### Volumes en préparation
- Le vitrage médiéval de la cathédrale de Reims, par Sylvie Balcon
- Maurice Denis et le vitrail, par Fabienne Stahl